# Hutch Dano
Hutchings Royal "Hutch" Dano (Santa Monica (Californië), 21 mei 1992) is een Amerikaans acteur. Hij is onder andere bekend door zijn rol als Zeke Falcone in de serie Zeke & Luther. Hij heeft ook een rol in Ramona and Beezus gehad als Henry. In The Suite Life on Deck speelde hij Bailey Picketts ex-vriendje Moose. En in Disney’s Friends for Change Games nam hij plaats in het blauwe team.
Dano heeft in een skateboardwinkel gewerkt en hij ging naar de Santa Monica High School. Hij is de zoon van Rick Dano en de kleinzoon van Royal Dano, beide ook acteurs. Aan moeders zijde waren zijn overgrootouders J. Walter Ruben en Virninia Bruce. Hutch kreeg zijn eerste reclameopdracht op de leeftijd van vijf jaar.

## Filmografie
| Films      | Films                      | Films                      | Films |
| Jaar       | Film                       | Rol                        | Opmerkingen |
| ---------- | -------------------------- | -------------------------- | --- |
| 2010       | Den Brother                | Alex Pearson / Mrs.Zamboni | Hoofdrol, Disney Channel Original Movie |
| 2010       | Ramona and Beezus          | Henry Huggins              | Ondersteunende rol |
| Televisie  |                            |                            | |
| Jaar       | Serie                      | Rol                        | Opmerkingen |
| 2009; 2011 | The Suite Life on Deck     | Moose                      | Aflevering: "Mulch Ado About Nothing" en "Twister: Part 2" |
| 2009–2012  | Zeke & Luther              | Zeke Falcone               | Hoofdrol, Disney XD Original Series, alle 72 afleveringen. |
| 2010       | Zapping Zone               | Zichzelf                   | Latijns-Amerikaanse spelshow, interview over filmen Zeke & Luther samen met Adam Hicks |
| 2010       | Law and Order: Los Angeles | Luke Jarrow                | Aflevering: "Playa Vista" |
| 2011       | White Collar               | Scott Rivers               | Aflevering: "Scott Free" |
| Videoclips |                            |                            | |
| Jaar       | Video clip                 | Rol                        | Opmerkingen |
| 2009       | "Zeke & Luther" Intro.     | Zeke Falcone               | |
| 2009       | U Can't Touch This         | Zichzelf                   | Daniel Curtis Lee heeft een remake gemaakt van het nummer van MC Hammer. Hij deed dit samen met Zeke & Luther-college Adam Hicks. De video clip werd op 29 juni voor het eerst op Disney XD getoond.                                                                        |
| 2010       | In The Summertime          | Zichzelf                   | Adam Hicks and Daniel Curtis Lee hebben samen met hun co-sterren met reality sterren erin van Disney XD een cover van het nummer van Mungo Jerry gemaakt. Tekenfilmfiguren hebben dus niet aan dit nummer mee gewerkt. De videoclip is als eerste op Disney XD uitgezonden. |
| 2010       | Happy Universal Holidays   | Zichzelf                   | Adam Hicks en Ryan Newman hebben een nieuw uptempo kerstnummer gemaakt. De videoclip is als eerste op Disney XD uitgezonden. |